# Висимский заповедник
Виси́мский биосфе́рный запове́дник (Федеральное государственное учреждение «Висимский государственный природный биосферный заповедник») — государственный природный биосферный заповедник, расположенный в муниципальном образовании «город Нижний Тагил» Свердловской области.

## История
Заповедник был организован постановлением Совнаркома РСФСР РСФСР от 7 марта 1946 г. № 147 на площади 56,3 тыс. га под названием «Висим» . В 1951 году он был ликвидирован. 6 июля 1971 года воссоздан на части прежней территории, на площади 9,5 тыс. га под современным названием Висимский заповедник. При повторном образовании заповедника некоторыми энтузиастами высказывалось предложение назвать его в честь писателя Д. Н. Мамина-Сибиряка «Маминским».
В 1973 году площадь была увеличена до 13,5 тыс. га, кроме того, была выделена охранная зона площадью 66,1 тыс. га. В 2001 году за счёт охранной зоны площадь заповедника увеличена до 33,5 тыс. га. В том числе, для создания биосферного полигона было выделено 7750 га, заповедник получил статус биосферного резервата. Площадь охранной зоны теперь составляет 46,1 тыс. га. В пределах охранной зоны Висимского заповедника выделены памятники природы: «Старик-Камень», «Камешек», «Кедровник на реке Нотихе», «Первобытный лес у деревни Большие Галашки», «Обнажения на реке Сулём», «Болото Шайтанское».
В 1973—1978 годах на территории заповедника существовал Среднеуральский горно-лесной биогеоценологический стационар, созданный на базе Института экологии растений и животных УНЦ АН СССР и Уральского государственного университета. Организатором создания стационара был Б. П. Колесников. За период работы стационара его сотрудниками были составлены почвенная и геоботаническая карты территории заповедника, собраны материалы по лесной типологии, проведена инвентаризация видов.
В 2001 году Висимский заповедник был выделен в категорию биосферных резерватов ЮНЕСКО.

## Общая характеристика территории
Заповедник характеризуется умеренно континентальным климатом. Среднегодовая температура воздуха равна −0,1°. Абсолютный минимум −50,0 °C, абсолютный максимум 37,0 °C, средняя температура самого тёплого месяца (июля) 16,6 °C, самого холодного (января) −16,8 °C. Количество годовых атмосферных осадков составляет от 350 до 700 мм.
Территория заповедника находится на западном склоне Среднего Урала в верховьях правых притоков реки Чусовой (реки Сулём, Дарья, Шишим). По территории заповедника проходит граница Европы и Азии. Большая часть заповедника лежит в Европе и относится к Волжскому бассейну. На восточном склоне (в Азии) из заповедника берёт начало ручей Вогулка, относящийся к Обь-Иртышскому бассейну. Рельеф низкогорный. Наиболее высокой точкой является гора Большой Сутук (699 м над уровнем моря). 87 % площади покрыто лесами. Хорошо выражена высотная поясность растительного покрова. Здесь представлены все основные типы горных южно-таёжных лесов и пойменные низкогорные ландшафты. Имеются первобытные леса, а также все стадии восстановительных сукцессий после рубок леса и пожаров.

## Флора и фауна
На территории заповедника встречаются около 400 видов сосудистых растений. Заповедник и прилегающие к нему территории богаты грибами. Здесь отмечено 635 видов и внутривидовых таксонов агарикоидных грибов, из них непосредственно на охраняемой территории — 569 таксонов. Грибная флора интенсивно изучается, только в период с 2001 по 2006 год здесь обнаружено 172 новых вида, предполагается, что всего на территории произрастает около 800 видов шляпочных грибов, что сравнимо по биоразнообразию с видовым богатством целых регионов, таких как Пермский край или Ленинградская область. Кроме того, в заповеднике отмечено 249 видов лишайников и 106 видов афиллофороидных грибов.
Фауна позвоночных животных: рыбы — 13 видов, амфибии — 4 вида, рептилии — 4 вида, млекопитающие — 48 видов, птицы — 181 вид. Фауна беспозвоночных животных насчитывает 1322 вида, в том числе паукообразные — 267 видов, насекомые — 998 видов (из них жуков — 462 вида, равнокрылых — 55 видов, чешуекрылых — 158 видов, перепончатокрылых — 125 видов, двукрылых — 91 вид).

Виды заповедника
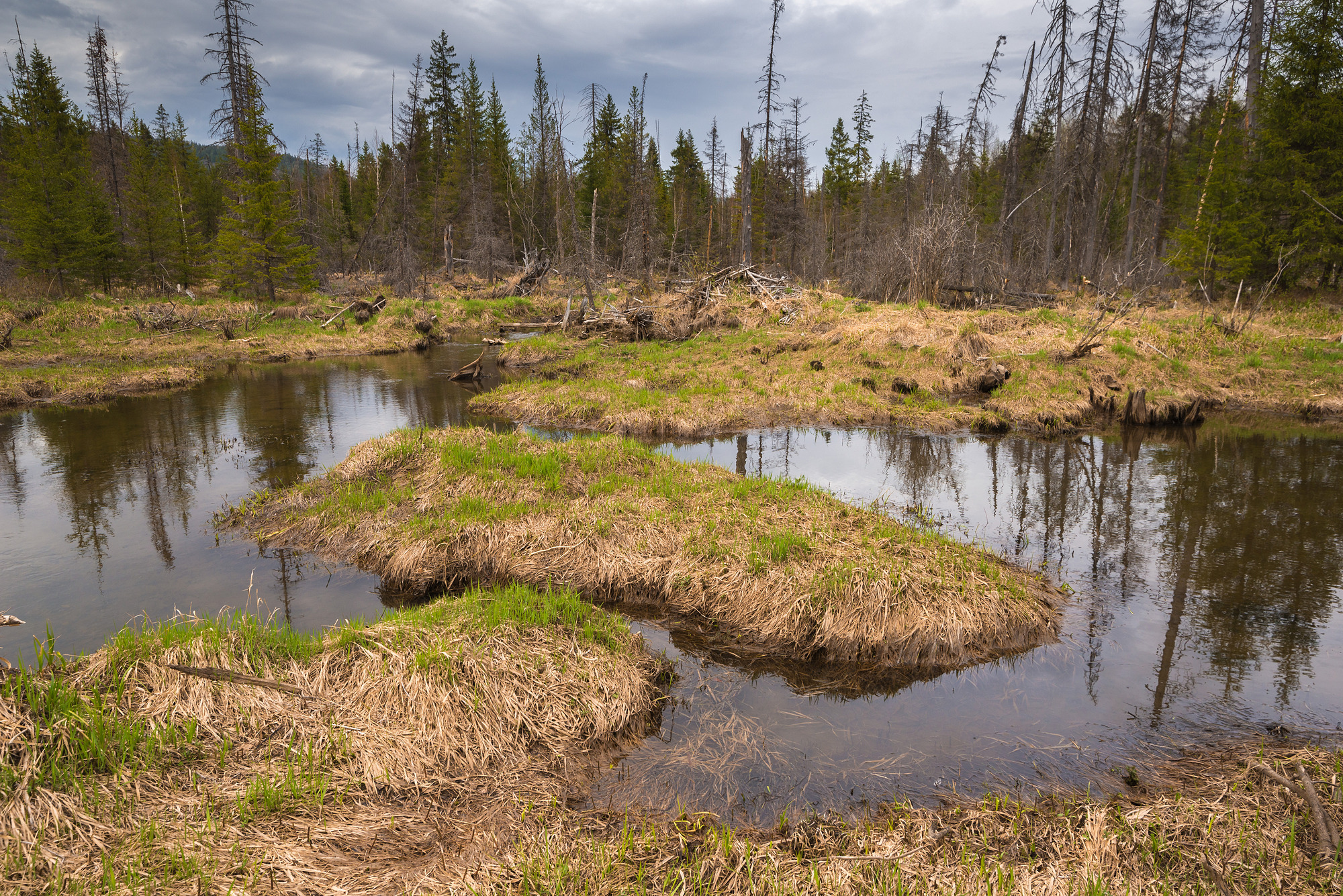
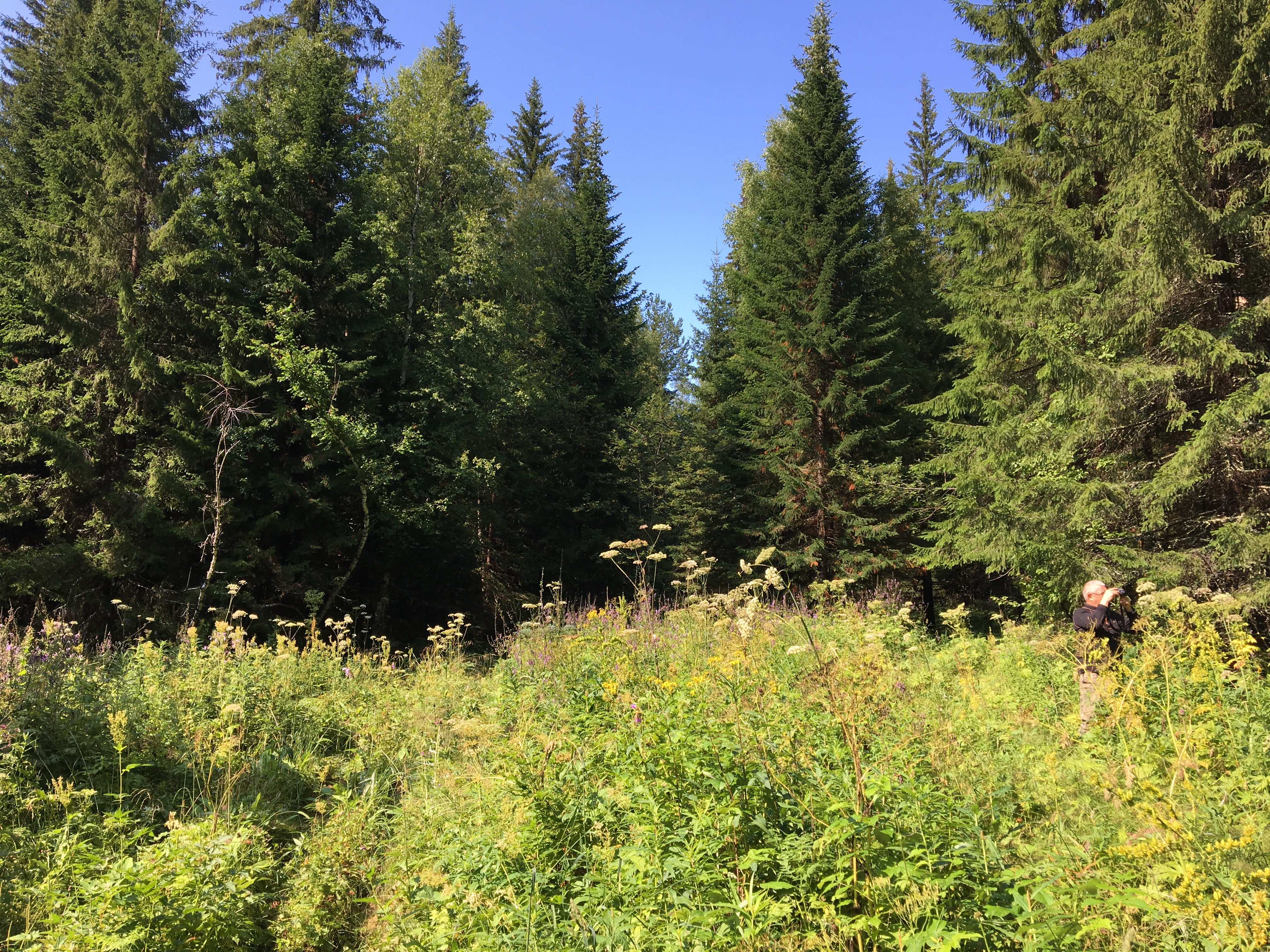
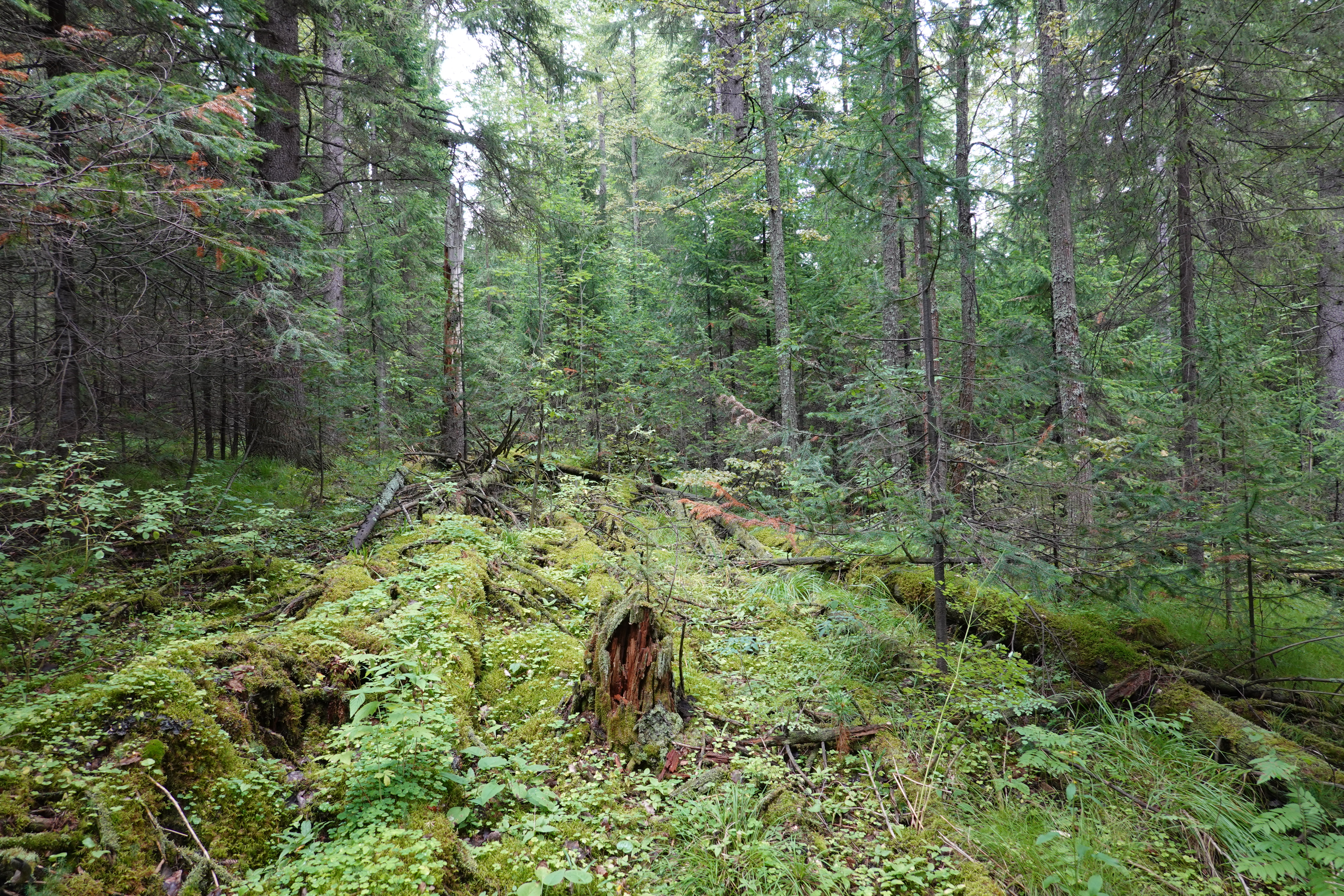
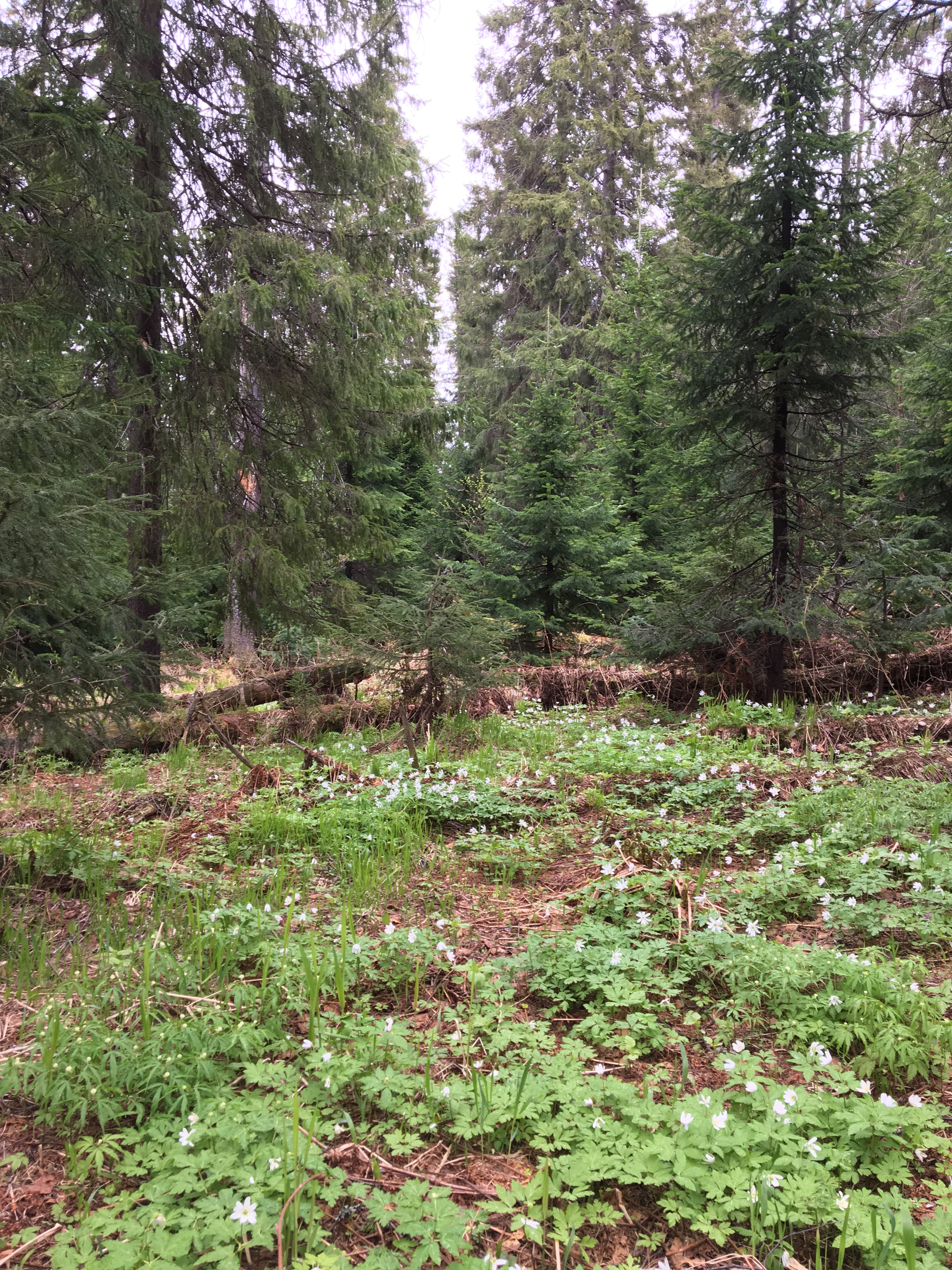
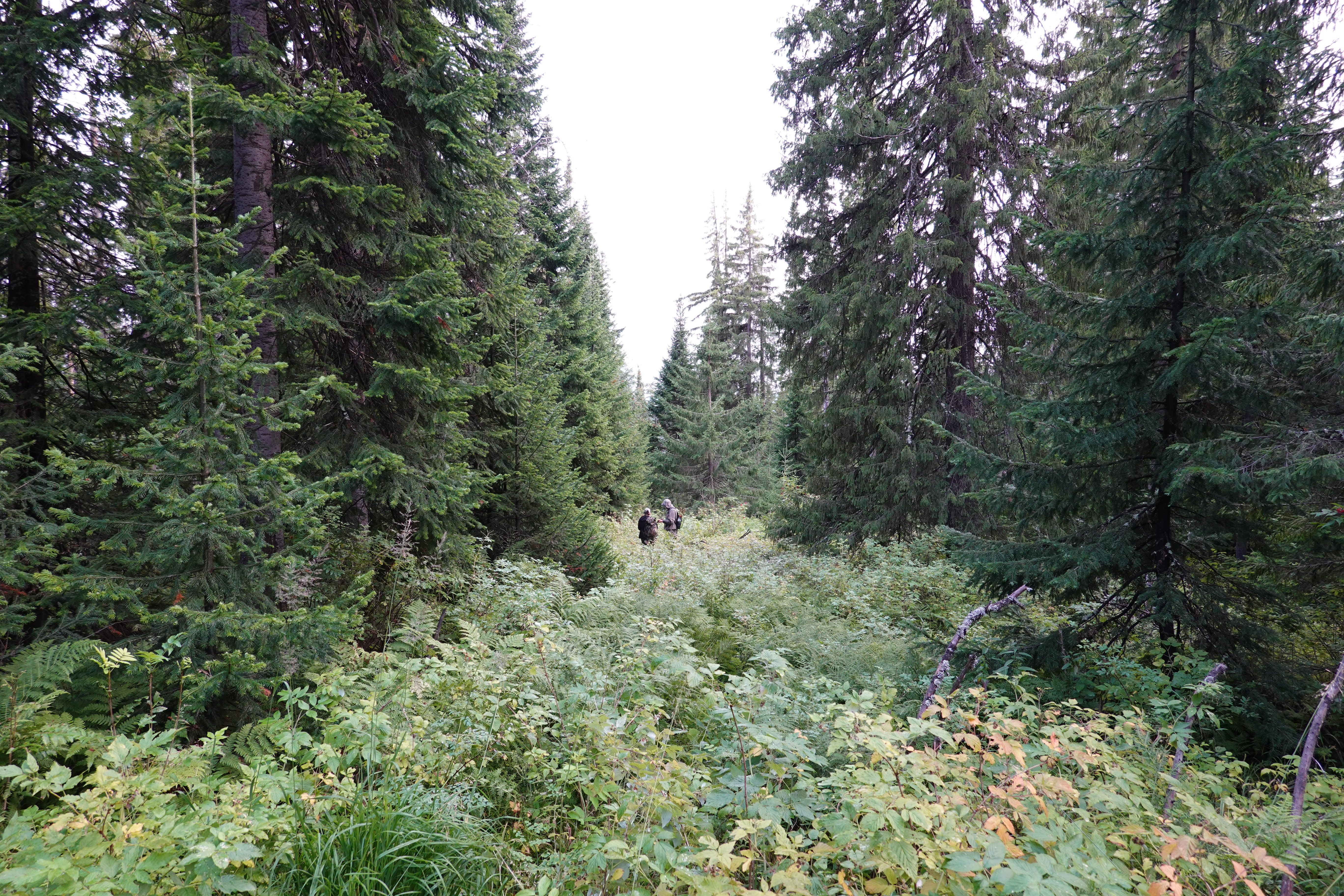